# Gottfried von Falmagne
Gottfried von Falmagne, auch God(e)frid von Falmagne (Fallenmaigne) oder Godefroi de Falmagne genannt (* um 1065 in Falmagne an der Maas; † November 1128 in Trier) war Erzbischof von Trier von 1124 bis 1127.
Gottfried wurde mit der Unterstützung Wilhelms von Luxemburg gewählt. Als er den Luxemburger nach seiner Wahl nicht unterstützte, rückte dieser ungehindert in Trier ein. In Trier herrschte zu dieser Zeit Ludwig von der Brücke, ein Angehöriger eines Trierer Ministerialengeschlechtes. Ein weiterer Adliger (Brunicho, vermutlich aus dem ersten Adelsgeschlecht derer von Malberg), versuchte auf Kosten des Erzbistums Trier seinen Einfluss auszudehnen, ohne dass Erzbischof Gottfried ihm Einhalt gebieten konnte.